# Alexander Sergejewitsch Dubtschenko
Alexander Sergejewitsch Dubtschenko (russisch Александр Сергеевич Дубченко; * 19. Februar 1995) ist ein russischer Radsportler, der vorwiegend Rennen in den Kurzzeitdisziplinen auf der Bahn bestreitet.

## Sportlicher Werdegang
Alexander Dubtschenko entstammt einer Radsportfamilie: Beide Eltern waren aktive Rennfahrer, und die Großmutter arbeitete in der Radrennbahn von Tula. Sein erstes Rennen fuhr er mit elf Jahren auf einem Mountainbike.
2012 wurde Dubtschenko Junioren-Weltmeister mit Alexander Scharapow und Wladislaw Fedin im Teamsprint, im Keirin errang er Bronze. In den folgenden Jahren stand er bei Nachwuchs-Europameisterschaften mehrfach auf dem Podium; 2013 errang er die Titel des Junioren-Europameisters im 1000-Meter-Zeitfahren und im Keirin. Bei den UEC-Bahn-Europameisterschaften 2020 siegte er mit Lew Gonow, Nikita Bersenew und Alexander Jewtuschenko in der Mannschaftsverfolgung.
Beim Lauf des Nations’ Cup 2021 in Sankt Petersburg gewann Dubtschenko mit Daniil Komkow, Pawel Rostow und Dmitry Nesterow Bronze im Teamsprint. Im Juli des Jahres wurde er für die Teilnahme an den Olympischen Spielen in Tokio nominiert und soll im Teamsprint an den Start gehen.

## Erfolge
2012
- Junioren-Weltmeister – Teamsprint (mit Alexander Scharapow und Wladislaw Fedin)
- Junioren-Weltmeisterschaft – Keirin
- Junioren-Europameisterschaft – 1000-Meter-Zeitfahren, Teamsprint (mit Alexander Scharapow und Alexei Lisenko)

2013
- Junioren-Weltmeisterschaft – 1000-Meter-Zeitfahren, Teamsprint (mit Wladislaw Fedin und Sergei Golow)
- Junioren-Weltmeisterschaft – Keirin
- Junioren-Europameister – 1000-Meter-Zeitfahren, Keirin
- Junioren-Europameisterschaft – Teamsprint (mit Alexei Lisenko und Wladislaw Fedin)

2014
- U23-Europameisterschaft – 1000-Meter-Zeitfahren

2015
- U23-Europameisterschaft – Teamsprint (mit Nikita Schurschin und Alexander Scharapow)

2017
- U23-Europameisterschaft – Teamsprint (mit Michail Dmitrijew und Alexei Nosow)

2020
- Europameister – Mannschaftsverfolgung (mit Lew Gonow, Nikita Bersenew und Alexander Jewtuschenko)